# 5lo
5lo é um vírus de computador que aumenta o tamanho dos ficheiros, e pouco mais faz do que multiplicar-se. Tamanho: 1032 bytes.

## Infeção
O 5lo infeta ficheiros EXE residentes. Quando infeta um ficheiro, aumenta o seu tamanho em cerca de 1000-1100 bytes (embora um valor típico seja de 1032 bytes.) No fim do ficheiro é possível encontrar a mensagem seguinte (resultando no nome do vírus):

92.05.24.5lo.2.23MZ